# Dietmar Hamann
Dietmar Hamann, né le 27 août 1973 à Waldsassen en Allemagne de l'Ouest est un footballeur international allemand. Il évoluait au poste de milieu défensif.
Ce milieu défensif réputé pour ses puissantes frappes de balle, fut l'un des cadres majeurs de l'équipe d'Allemagne de 1998 à 2004. Avec la sélection nationale allemande, il a été finaliste de la Coupe du monde 2002. En club, il a aussi remporté une Ligue des champions en 2005, avec Liverpool et deux Coupe UEFA : une en 1996 avec le Bayern Munich et une autre avec Liverpool en 2001. Depuis sa retraite de joueur en 2010, il est entraîneur.

## Biographie

### En club
Hamann fait ses débuts au sein du modeste club de Wacker München avant de rejoindre à 16 ans, en 1989, le centre de formation du Bayern Munich. Il y fera ses débuts professionnels lors de la saison 1993-1994, remportant un titre de champion d'Allemagne (malgré seulement 5 matchs disputés). Les blessures de nombreux joueurs titulaires tels que Lothar Matthäus, Alain Sutter et Markus Schupp vont permettre à Dietmar Hamann d'acquérir un important temps de jeu la saison suivante. Lors de sa deuxième saison au sein du club bavarois, il dispute 30 matchs en alternant au poste de milieu centre et de milieu droit. Lors des saisons qui suivent, il arrive à trouver sa place au sein de l'effectif du Bayern, malgré une forte concurrence à son poste. Ainsi, s'il dispute le match aller de la finale UEFA 1996 (remporté par le Bayern Munich) contre les Girondins de Bordeaux, il n'est en revanche pas aligné lors du match retour. C'est en 1996 qu'il est positionné comme milieu défensif par Giovanni Trapattoni, poste qui va lui permettre de s'affirmer par la suite en club et en sélection.
Sélectionné une première fois en 1997, il dispute la Coupe du monde en 1998 mais la Mannschaft échoue en quart de finale contre la Croatie (défaite 3 - 0).
À l'issue de la Coupe du monde 1998, Dietmar Hamann quitte le Bayern Munich et s'engage avec le club anglais de Newcastle United. Il passera à partir de ce moment, l'essentiel de sa carrière en Angleterre. Il sera même à la fin des années 90, l'un des rares internationaux allemands à évoluer dans un autre championnat que la Bundesliga.
C'est surtout à Liverpool avec qui il s'engage après une saison chez les Magpies de Newcastle United que Dietmar Hamann va connaître l'apogée de sa carrière. Il va être pendant 7 ans l'un des rouages essentiels des Reds malgré les blessures et la forte concurrence au sein de l'équipe. Il est le pivot de l'équipe, au centre du terrain pour à la fois bloquer les offensives adverses, et organiser la relance. Son influence sur le milieu de terrain lui vaudra le surnom de "Kaiser" par les supporters de Liverpool, en référence au célèbre Franz Beckenbauer. Il jouera 191 matchs de championnat et marquera 8 buts avec les Reds.
En 2001, il est l'un des artisans majeurs du triplé: FA Cup, League Cup et Coupe UEFA remporté par le club. En 2005, il remporte la Ligue des champions, après une finale d'anthologie contre le Milan AC. Remplaçant au début du match, son entrée sur le terrain fut particulièrement bénéfique pour son équipe. Il s'attacha à museler Kaká, le stratège brésilien de Milan.
En juin 2006, de moins en moins en mesure avec l'âge de s'imposer face à la forte concurrence au sein des Reds, il s'engage avec Bolton Wanderers, mais finalement rejoint Manchester City. S'il arrive à se maintenir comme titulaire lors de ses premières saisons sous ses nouvelles couleurs, il ne dispute que 9 matchs lors de la saison 2008-2009. Il est laissé libre par le club à l'issue de la saison, à près de 36 ans. En 2010, après quelques matchs en tant qu'entraîneur-joueur à Milton Keynes Dons, il annonce officiellement sa retraite en tant que joueur professionnel. En février 2011, il rejoint le staff de Leicester City.

### En sélection
International allemand, il se fait remarquer dès sa première sélection le 15 novembre 1997 en inscrivant un but contre l'Afrique du Sud (victoire 3-0 pour l'Allemagne). Il participera à la Coupe du monde en 1998 et 2002 ainsi qu'à la Coupe d'Europe en 2000 et 2004. Il compte 59 sélections  et 5 buts. L'un de ces cinq buts fut le dernier inscrit dans le vieux stade de Wembley, le 7 octobre 2000, lors d'un match de qualification pour la Coupe du monde 2002, entre l'Angleterre et l'Allemagne (gagné 1-0 par l'Allemagne).
En disputant la finale de la Coupe du monde 2002, Dietmar Hamann est le premier joueur de Liverpool depuis Roger Hunt en 1966 à se retrouver à ce stade de la compétition.

## Palmarès

### En club
- Vainqueur de la Supercoupe d'Europe en 2005 avec Liverpool
- Vainqueur de la Ligue des Champions en 2005 avec Liverpool
- Vainqueur de la Coupe de l'UEFA en 1996 avec le Bayern Munich et en 2001 avec Liverpool
- Champion d'Allemagne en 1994 et en 1997 avec le Bayern Munich
- Vainqueur de la Coupe d'Allemagne en 1998 avec le Bayern Munich
- Vainqueur de la Coupe d'Angleterre en 2001 et en 2006 avec Liverpool
- Vainqueur de la Coupe de la ligue d'Angleterre en 2001 et 2003 avec Liverpool
- Vainqueur de la Supercoupe d'Angleterre en 2001 avec Liverpool
- Vice-champion d'Allemagne en 1998 avec le Bayern Munich
- Vice-champion d'Angleterre en 2002 avec Liverpool
- Finaliste de la Coupe de la ligue d'Angleterre en 2005 avec Liverpool

### En équipe d'Allemagne
- 59 sélections et 5 buts entre 1997 et 2005
- Participation à la Coupe du Monde en 1998 (1/4 de finaliste) et en 2002 (Finaliste)